# Spitsstaartspreeuw
De spitsstaartspreeuw (Poeoptera lugubris) is een vogelsoort uit de familie Sturnidae.

## Kenmerken en gedrag
De mannelijke vogel is blauwzwart en de vrouwelijke is donkergrijs met gedeeltelijk bruine vleugels, zichtbaar tijdens de vlucht. Beide geslachten hebben lange, smalle staarten.
De  vogels nestelen hoog  in dode bomen bij voorkeur in kolonies. Ze gebruiken hiervoor holtes bereid door andere vogelsoorten. De eieren zijn bleekgrijs tot bleekblauw met bruine vlekken.
De spitsstaartspreeuw eet voornamelijk fruit, maar eet ook insecten of zaden. De soort leeft in groepen van 10 tot 30 vogels en is soms te vinden tussen andere fruit etende groepen vogels.

## Verspreiding en leefgebied
De soort leeft in laaglandbossen en ook in secundaire bossen en bosranden.
Deze soort komt voor van Sierra Leone tot Congo-Kinshasa en telt twee ondersoorten:
- Poeoptera lugubris lugubris
- Poeoptera lugubris webbi